# Dimaro
Dimaro és un antic municipi italià, dins de la província de Trento. L'any 2007 tenia 1.237 habitants. Limitava amb els municipis de Cles, Commezzadura, Malè, Monclassico, Pinzolo, Ragoli i Tuenno. Està format per les fraccions de Carciato i Folgarida.
L'1 de gener 2016 es va fusionar amb el municipi de Monclassico. El nou municipi de, del qual actualment és una frazione, va prendre el nom de Dimaro Folgarida.

## Administració
| Període | Identitat        | Partit        |
| ------- | ---------------- | ------------- |
| 2005-   | Romedio Menghini | Llista cívica |